# Palais Pettenkofer

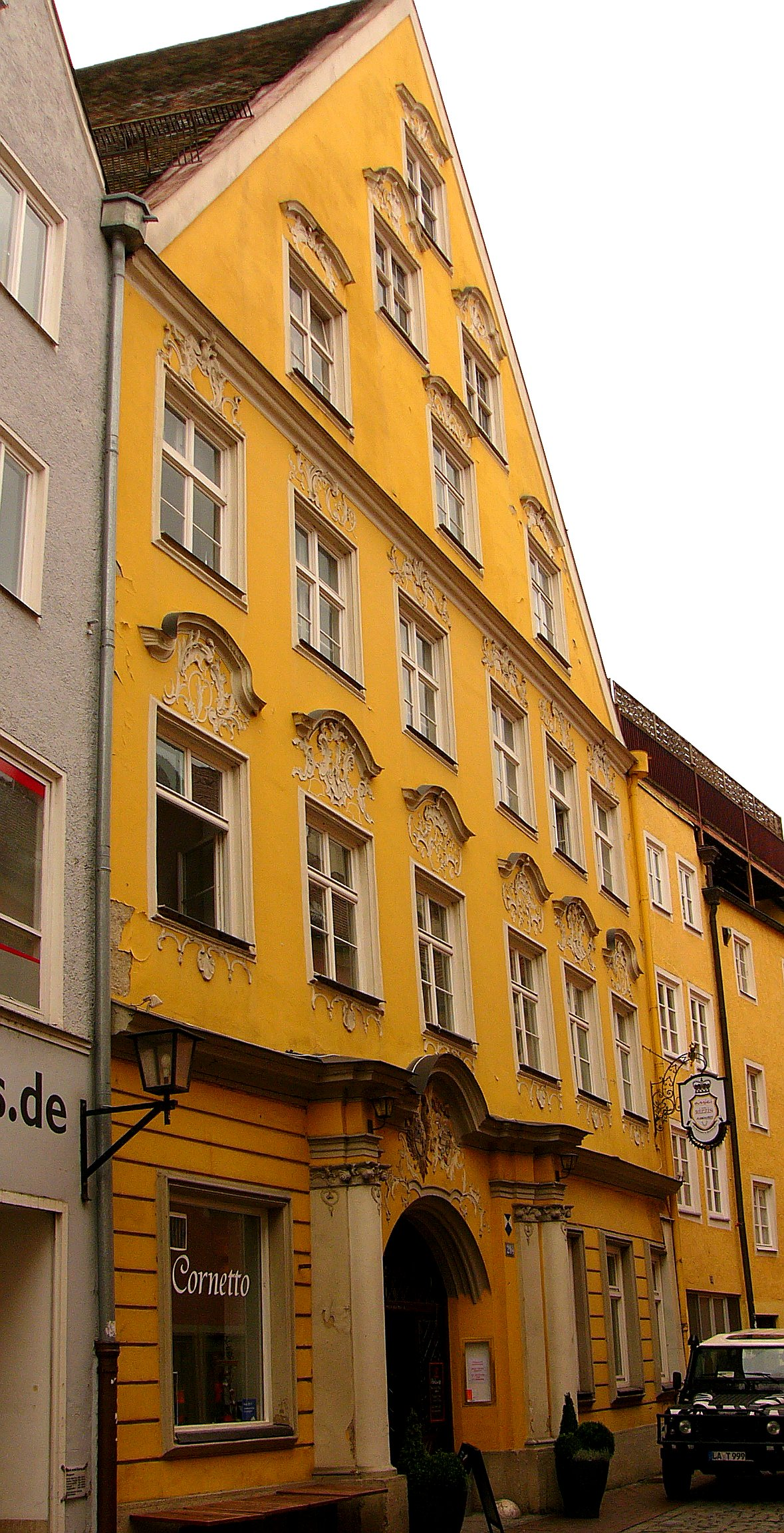
Palais Pettenkofer

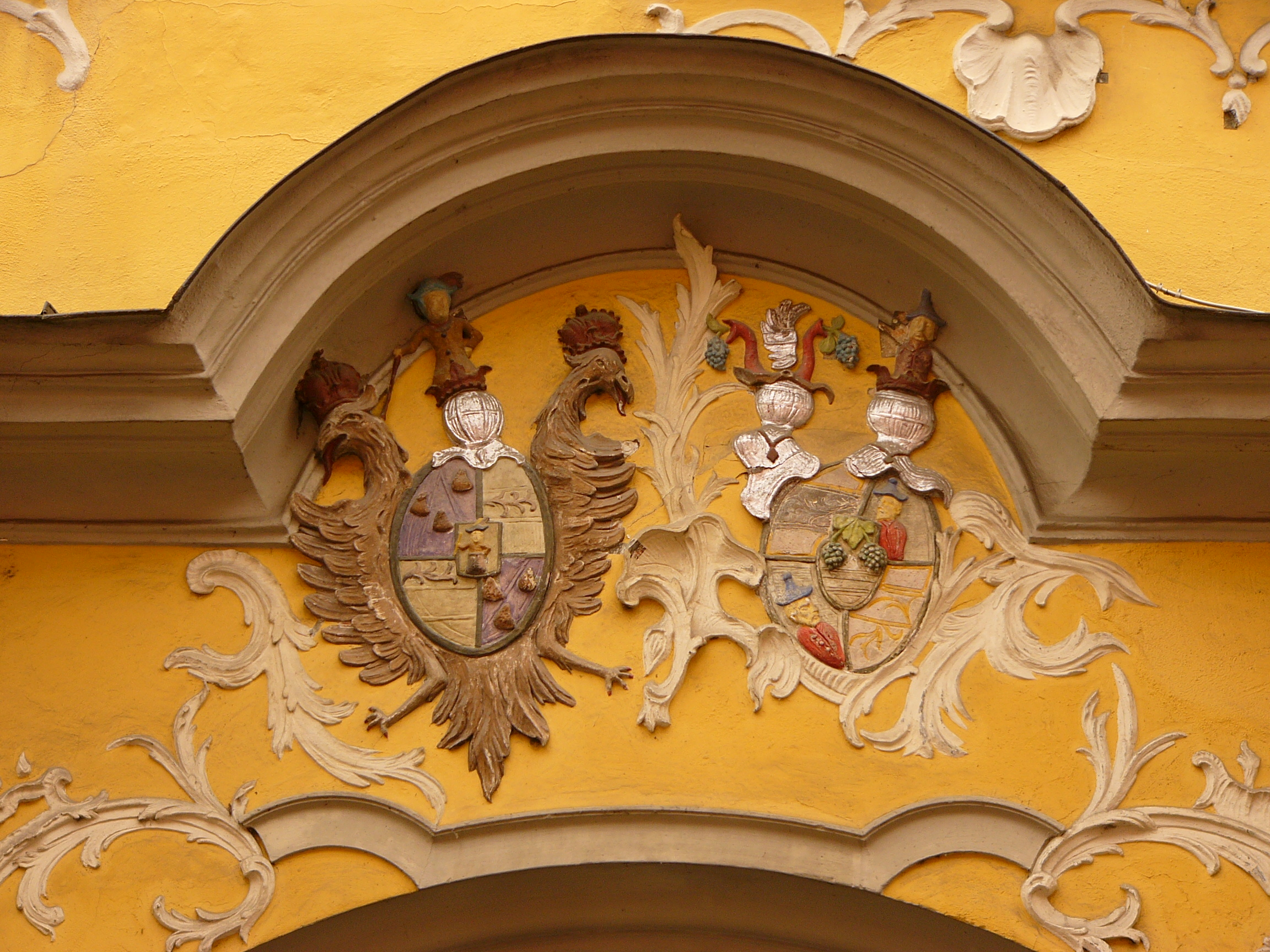
Wappen

Das ehemalige Palais Pettenkofer (Schirmgasse 264) ist ein Bürgerpalais in der östlichen Altstadt von Landshut. Die Anlage ist unter der Aktennummer D-2-61-000-479 als Baudenkmal von Landshut verzeichnet.
Das Palais wurde zu Beginn des 17. Jahrhunderts in der Schirmgasse, unweit der Martinskirche errichtet. Vermutlich war der Gelehrte Eberhard Adolph von Muggenthal, dem das Haus zwischen 1626 und 1655 gehörte, auch der Bauherr. Vermutlich wurde es also um 1626 erbaut.
Das Palais ist ein stattlicher, dreigeschossiger Bau zu sechs Fensterachsen. Seine prächtige Rokokofassade erhielt der Bau um 1770 unter Johann Wilhelm von Pettenkofer zu Bruckberg. Über dem Portal ließ Pettenkofer ein Wappen anbringen, das von seiner Vermählung mit der Adligen Kammerloher aus Irnsing zeugt.
1870 ging das Palais erstmals in bürgerlichen Besitz über. In dem Gebäude entstand ein Gasthaus, das Hofbräuhaus Landshut. Später war dort ein italienisches Restaurant untergebracht.